# コドモのおもちゃ
『コドモのおもちゃ』は、一部フジテレビ系列局で放送されていたフジテレビ製作の子供向けのバラエティ番組である。製作局のフジテレビでは1987年11月20日から1988年3月まで、毎週金曜 19:00 - 19:30 （日本標準時）に放送。
この項目では、1988年4月15日から同年9月30日まで同局で放送されていた後継番組『田代君のコドモのおもちゃ!!』（たしろくんのコドモのおもちゃ）についても触れる。

## 概要
毎回3歳から10歳までの子供50人が出演していた視聴者参加型番組で、田代まさしと歴代の女性パートナーが司会を務めていた。番組は、子供たちが大人の男性2人・女性5人と相談して本物の恋人同士を当てるコーナー、子供たちが司会陣を相手に親子の会話を演じるコーナー、男児5人と女児5人がお見合いゲームをするコーナーによって構成されていた。

## 司会
- 田代まさし
- 岩瀬惠子（当時フジテレビアナウンサー） - 『コドモのおもちゃ』時代に出演。
- 堀江しのぶ - 1988年の一時期のみ出演。
- 我妻佳代 - 堀江しのぶ休養後から最終回まで出演。

## スタッフ
- 企画：宅間秋史、石原隆（以上フジテレビ）
- 構成：蓬耕作、近藤博幸
- 技術：岩沢忠夫
- カメラ：藤本敏行
- VE：瀧本恵司
- VTR：原啓教
- 音声：油谷真一
- 照明：宮坂紀夫
- 美術制作：高谷寿
- 美術進行：小浦雅彦
- 編集：植村衛
- MA：岩崎毅
- 音効：音楽屋
- TK：奥平綾子
- スタイリスト：清水まどか、佐藤智春
- 技術協力：ニユーテレス、浜町スタジオ、STUDIO 38
- 演出：植木善晴、植松保弘
- プロデューサー：挾間忠行
- 制作：フジテレビ、ジャパンプロデュース

## 備考
後に漫画、及びそれを原作としたアニメ『こどものおもちゃ』とタイトルが似ているが、同作品との関係性は無い。

## 参考資料
- 読売新聞縮刷版[どれ?]

| フジテレビ 金曜19:00枠                            | フジテレビ 金曜19:00枠                                                                                         | フジテレビ 金曜19:00枠                            |
| 前番組                                            | 番組名 | 次番組                                            |
| ------------------------------------------------- | --- | ------------------------------------------------- |
| 斉藤さんちのお客さま （1987年5月1日 - 1987年9月） | コドモのおもちゃ （1987年11月20日 - 1988年3月） ↓ 田代君のコドモのおもちゃ!! （1988年4月15日 - 1988年9月30日） | 人情一本こころの旅 （1988年10月21日 - 1989年3月） |